# Camila de Borbón-Dos Sicilias
Camilla de Borbón-Dos Sicilias (nacida Camila Crociani) (Roma, Italia, 5 de abril de 1971) es la esposa de Carlos de Borbón de las Dos Sicilias, quien ostenta el título de cortesía de duque de Castro, uno de los dos aspirantes al trono de las Dos Sicilias.

## Biografía
Camilla de Borbón de las Dos Sicilias nació en Roma el 5 de abril de 1971, es la hija mayor del industrial Camillo Crociani y de la actriz italiana Edoarda "Edy" Vessel.
Camilla estudió en la Marymount High School de Nueva York y después continuó sus estudios en la Universidad de Nueva York.
Participa en la promoción de las actividades humanitarias y caritativas que se llevan a cabo a través de la Sagrada Orden Militar Constantiniana de San Jorge en Italia y también a nivel internacional.
Colabora también a través de otras asociaciones humanitarias: Unicef, Cruz Roja Italiana, Sociedad Olave Baden-Powell, Amade, Asociación Monegasca de Lucha contra el Autismo, Amistad sin fronteras y la Fundación Princesa Grace.
En el 2017 creó la entidad Fundación Caritativa Princesa Camilia de Borbón que cuenta con el apoyo del Gobierno de Mauricio, y con el respaldo del Presidente de la Asociación “Los Amigos del Centro Científico de Monaco”. La fundación se ha creado con el fin de defender la preservación y protección del medio ambiente, de los mares, de los océanos y de su biodiversidad. La fundación, junto con la oficina del Presidente de la República de Mauricio, S.E. el Presidente Ameenah Gurib Fakim, están trabajando desde hace mucho tiempo en la promoción de un proyecto que se ocupa de proteger la flora terrestre y acuática (CARIE, Unión para la Investigación en África, para el Desarrollo Innovación y Negocios).
Es Embajadora de la “Asociación Mujeres de Naciones Unidas por la Paz” que defiende la lucha contra la violencia contra las mujeres y la intolerancia

## Matrimonio y descendencia
El 31 de octubre de 1998 contrajo matrimonio en Mónaco con Carlos de Borbón-Dos Sicilias, duque de Castro.
La pareja ha tenido dos hijas:
- María Carolina, (Maria Carolina Chantal Edoarda Beatrice Gennara, nacida en Roma el 23 de junio de 2003).
- María Chiara (Maria Chiara Amalia Carola Louise Carmen, nacida en Roma el 1 de enero de 2005).

## Controversias
Su padre, el industrial Camillo Crociani se convirtió en presidente de Finmeccanica en julio de 1974 hasta febrero de 1976, cuando huyó a México poco antes de ejecutar una orden de detención en su contra emitido por el poder judicial Italiano después de la investigación por estar involucrado en el caso de corrupción conocido como el Escándalo de los sobornos de Lockheed. En 1979 fue encontrado culpable y fue condenado en ausencia con una pena de 2 años y 4 meses de prisión, además de una multa de 400,000 liras.  Evitó la prisión al escapar a México pero murió de cáncer en 1980.
Tras la muerte de Crociani, Eddy Vessel se casó con el conde Pierluigi Vitalini y asumió el control de la compañía de Camillo Crociani, Ciset (que luego se convertiría en Vitrociset), lo que resultó en una batalla judicial con los hijos de Crociani de su primer matrimonio.
Cristiana Crociani, su hermana, mantuvo una querella en contra de Camila y su madre por la millonaria herencia de su padre después de descubrir en 2011 que reestructuraron los fondos a favor de Camila; según Cristiana, Eddy Vessel "siempre tuvo la obsesión que sus hijas se casaran con príncipes" y afirmó que Camila y su madre "compartían las mismas ambiciones e intereses sociales" y por ello su madre apoya a su hermana, por estar casada con un "príncipe". Camila Crociani y Eddy Vessel perdieron el litigio en 2017 y fueron obligadas a devolver el dinero.

## Títulos
- 5 de abril de 1971 - 31 de octubre de 1998: Señorita Camila Crociani.

- 31 de octubre de 1998 - presente: Señora Camila de Borbón.

## Nota
1. ↑  El juicio, el primero y único en la historia de la justicia italiana, se lleva a cabo ante el Tribunal Constitucional y no requiere recurso (posteriormente se abolirá este procedimiento excepcional reservado a ministros y ex ministros).